# Pałacyk Rusieckiego w Warszawie
Pałacyk Rusieckiego − pałac znajdujący się przy ulicy Lwowskiej 13a w Warszawie.

## Opis

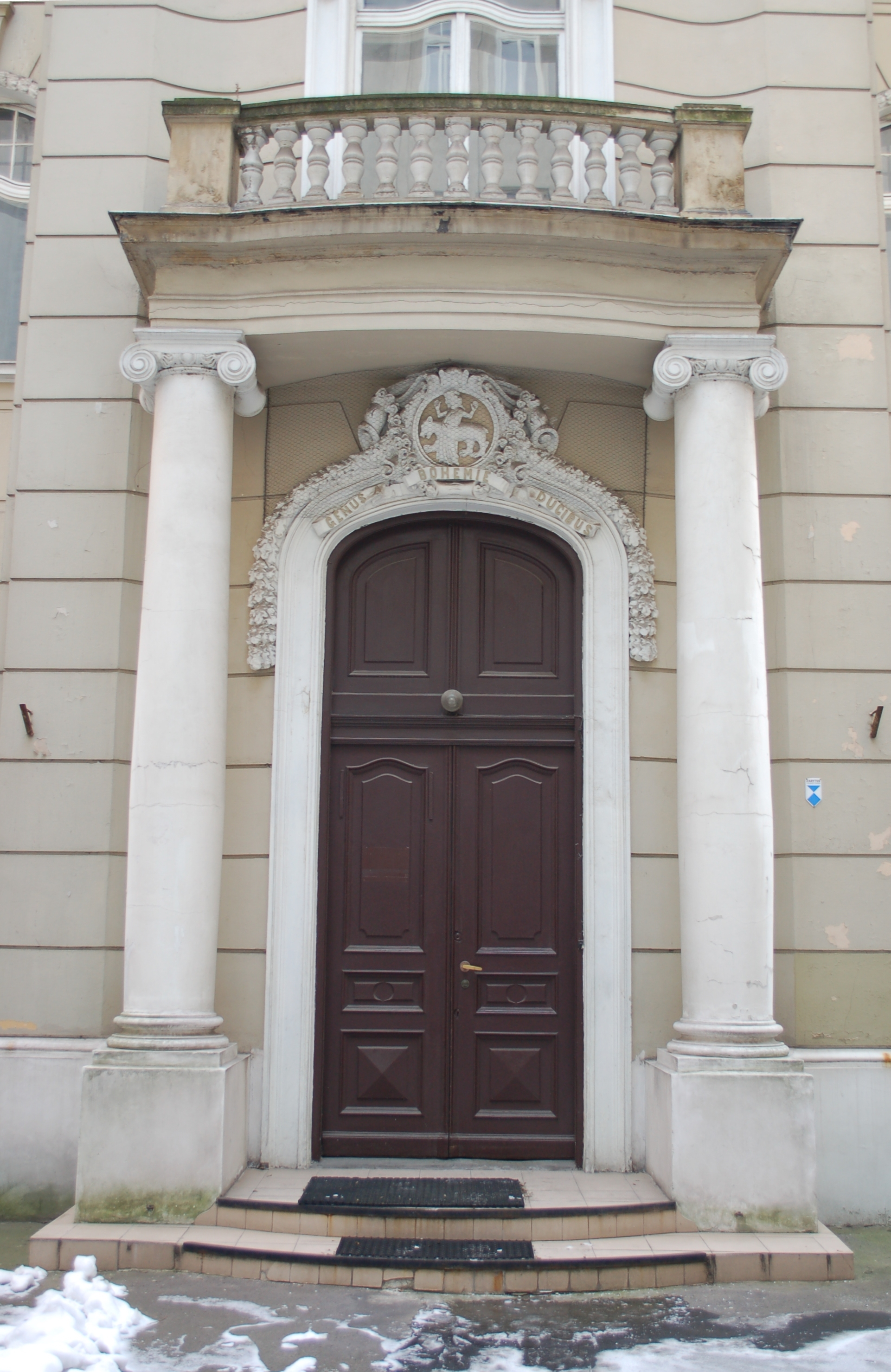
Wejście do pałacu

Mały pałacyk, wybudowany w 1912 roku, znajduje się w podwórzu, tuż za kamienicą. Jest zbudowany na planie prostokąta w stylu eklektycznym. Wejście główne ujęte jest w kolumny podtrzymujące balkon, nad drzwiami znajduje się herb Rawa rodziny Rusieckich. Fundatorem pałacyku był kolekcjoner warszawski Stanisław Ursyn Rusiecki. Najprawdopodobniej twórcą obydwu budowli była spółka budowlano-architektoniczna Józefa Napoleona Czerwińskiego i Wacława Heppena.
Kamienica miała dla właściciela charakter dochodowy, w pałacyku zaś przechowywał zbiory (miniatury, malarstwo, rękopisy, starodruki, porcelanę, ryciny, tkaniny, militaria). Dużą ich część przekazał do krakowskiego Muzeum Narodowego, zaś zbiory biblioteczne, rękopisy oddał warszawskim archiwom i bibliotekom. W roku 1944 pałacyk miał być podarowany, zgodnie z wolą Rusieckiego, Polskiej Akademii Umiejętności (która na wzgląd ówczesnej sytuacji politycznej nie miała możliwości przejąć daru). Podczas powstania warszawskiego mieścił się w nim powstańczy szpital. Przetrwał wojnę; od 1954 mieściła się w nim siedziba Zarządu Głównego Związku Zawodowego Pracowników Kultury i Sztuki (później zaś Federacji Związków Zawodowych Pracowników Kultury i Sztuki).
W 2011 roku pałacyk Rusieckiego przeszedł w posiadanie Polskiej Akademii Umiejętności.